# 三笠ぽんべつダム
三笠ぽんべつダム（みかさぽんべつダム）は、国土交通省北海道開発局が北海道三笠市を流れる一級水系石狩川水系奔別川に建設中のダムである。

## 概要
石狩川水系ではダム完成後も石狩川流域は度々水害に見舞われ、特に1981年（昭和56年）の台風12号は石狩川未曽有の大水害をもたらした。このため治水計画の再検討が為され、幾春別川流域も新たに『幾春別川総合開発計画』が策定された。右支川・奔別川に三笠ぽんべつダム（重力式コンクリートダム。高さ78.0m）を建設し、下流では幾春別川新水路を開削して美唄川合流点から石狩川合流点まで河川整備を行う計画内容である。
現在本体工事に着手しているが、公共事業見直しの機運の中で国土交通省は2005年（平成17年）幾春別川総合開発事業の規模縮小方針を固めており、これを受けて石狩川開発建設部は2006年（平成18年）に『石狩川水系幾春別川河川整備計画』を策定し、この中で桂沢ダム再開発事業も内容が改定され、三笠ぽんべつダムについて大幅な変更が為された。この計画において三笠ぽんべつダムは多目的ダムから治水ダムへ目的が縮小され、平常時は貯水しない「穴あきダム」となった。ダムの規模も目的の縮小に伴って大幅に変更され、堤高は78.0mから53.0mへと25.0mも低くなり、総貯水容量も26,600,000トンから8,620,000トンへ大幅に縮小された。また、当初型式は重力式コンクリートダムとして計画されていたが、コスト縮減のために台形CSGダムに変更になった。三笠ぽんべつダムの他に北海道では当別ダム、厚幌ダム、サンルダムがこの型式である。
これにより今後の幾春別川総合開発事業は特定多目的ダムとしての新桂沢ダムと、洪水調節のみを目的とする治水ダム・三笠ぽんべつダムの2ダム体制で進むこととなった。なお、完成は2030年を予定している。